# 85 (عدد)
85 (خمسة وثمانون) هو عدد طبيعي يلي العدد 84 ويسبق العدد 86.